# Distrito Escolar 159
Distrito Escolar 159 (Elementary School District 159 o ESD 159) es un distrito escolar del Condado de Cook, Illinois. Tiene su sede en Matteson, en Gran Chicago.
Sirve a Matteson, Richton Park, Frankfort, y Tinley Park. A partir de 2017 tenía 2.100 estudiantes.

## Escuelas
Secundarias (middle schools):
- Colin Powell Middle School (Matteson)

Elementary schools:
- Neil Armstrong School (Richton Park)
- Sieden Prairie School (Matteson)
- Woodgate School (Matteson)
- Marya Yates School (Matteson)